# Mick Jagger
Ngài Michael Philip "Mick" Jagger (sinh 26 tháng 7 năm 1943) là một ca sĩ, nhạc sĩ, diễn viên và nhà sản xuất người Anh. Ông nổi tiếng là ca sĩ hát chính của nhóm nhạc rock The Rolling Stones. Ngoài ra, ông còn tham gia sản xuất và thủ vai trong một số bộ phim.
Năm 2011, ban nhạc Maroon 5 và ca sĩ Christina Aguilera thể hiện một bài hát nói về ông - Moves Like Jagger. Sau đó, Mick cũng tham gia góp mặt trong video clip bài hát này.
Một thông tin cho biết Mick Jagger đã từng lên giường với hơn 4.000 người phụ nữ, trong đó có những người nổi tiếng như cựu Đệ nhất phu nhân Pháp Carla Bruni, nữ diễn viên Angelina Jolie, Uma Thurman, Farrah Fawcett, Carly Simon...danh sách những người từng lên giường với Mick Jagger còn có nam ca sĩ David Bowie.

## Danh sách đĩa nhạc

### Albums
| Năm  | Chi tiết Album                                                                                   | Anh         | Mỹ           | Chứng nhận của BPI / RIAA |
| ---- | ------------------------------------------------------------------------------------------------ | ----------- | ------------ | ------------------------- |
| 1985 | She's the Boss - Phát hành: 21 tháng 2 năm 1985 - Hãng đĩa: CBS Records                          | 6 (11 tuần) | 13 (29 tuần) | UK: Bạc US: Bạch kim      |
| 1987 | Primitive Cool - Phát hành: 14 tháng 9 năm 1987 - Hãng đĩa: CBS Records                          | 26 (5 tuần) | 41 (20 tuần) |                           |
| 1993 | Wandering Spirit - Phát hành: 9 tháng 2 năm 1993 - Hãng đĩa: Atlantic Records                    | 12 (4 tuần) | 11 (16 tuần) | US: Vàng                  |
| 2001 | Goddess in the Doorway - Phát hành: 19 tháng 11 năm 2001 - Hãng đĩa: Virgin Records              | 44 (4 tuần) | 39 (8 tuần)  | UK: Bạc                   |
| 2007 | The Very Best of Mick Jagger - Phát hành: 1 tháng 10 năm 2007 - Hãng đĩa: Atlantic/Rhino Records | 57 (1 tuần) | 77 (2 tuần)  |                           |

### Nhạc phim
| Năm  | Chi tiết Album                                                     | Mỹ          |
| ---- | ------------------------------------------------------------------ | ----------- |
| 2004 | Alfie - Phát hành: 18 tháng 10 năm 2004 - Hãng đĩa: Virgin Records | 171 (2 wks) |